# حصن آل وقاش (حجر الصيعر)

تعديل مصدري - تعديل

حصن آل وقاش هي إحدى قرى عزلة حجر الصيعر بمديرية حجر الصيعر التابعة لمحافظة حضرموت، بلغ تعداد سكانها 8 نسمة حسب تعداد اليمن لعام 2004.